# Ианнуарий (Ивлиев)
Архимандри́т Ианнуа́рий (в миру Дми́трий Я́ковлевич И́влиев; 9 декабря 1943, Вологда — 21 декабря 2017, Санкт-Петербург) — советский и российский библеист, богослов, педагог и публицист, профессор Санкт-Петербургской духовной академии, клирик Санкт-Петербургской епархии, исследователь в области Нового Завета. Один из авторов «Православной энциклопедии», один из авторов «Большой российской энциклопедии».

## Биография
Родился 9 декабря 1943 года в семье служащих в Вологде.
В 1966 году окончил физический факультет Ленинградского государственного университета, где проработал в качестве аспиранта и сотрудника в области научных исследований в физике околоземного космического пространства по 1975 год.
В 1975 году поступил в Ленинградскую духовную семинарию. 8 октября того же года в Успенской Крестовской церкви митрополитом Ленинградским и Новгородским Никодимом была совершена хиротесия во чтеца.
С 1978 по 1981 год преподавал логику, основное богословие и догматическое богословие.
8 марта 1979 году архиепископом Выборгским Кириллом (Гундяевым) пострижен в монашество с именем Ианнуарий. 18 марта того же года на 2-й неделе Великого поста им же был рукоположён во иеродиакона, а 22 апреля в Иоанно-Богословском храме Ленинградских духовных академии и семинарии им же рукоположён в сан иеромонаха.
В 1981 году защитил диссертацию на степень кандидата богословия по теме «Святоотеческие толкования так называемых субординационистских мест Священного Писания».
С 1981 года преподавал Новый Завет и Библейское богословие в Санкт-Петербургской духовной академии.
В 1985 года присвоено учёное звание доцента Ленинградской духовной академии.
В 1986 году митрополитом Ленинградским и Новгородским Антонием (Мельниковым) возведён в сан архимандрита.
Подписал Обращение от 10 апреля 1994 года с призывом ряда клириков Московского патриархата к дискуссии по вопросу богослужебного уклада.
Являлся членом Синодальной богословской и библейской комиссий, а также комиссии по канонизации святых Русской православной церкви, куратор редакции Священного Писания Церковно-научного центра «Православная энциклопедия», член Российского библейского общества и международного научного общества Colloquium Paulinum. Принимал активное участие во многочисленных международных конференциях и консультациях. Автор многочисленных научных и популярных статей и публикаций, а также ряда статей по новозаветной библеистике в Православной энциклопедии.
Постоянный участник передач радиостанции «Град Петров» (Санкт-Петербург).
С 2005 года — профессор Санкт-Петербургской духовной академии.
3 октября 2007 года в резиденции митрополита Крутицкого и Коломенского Ювеналия в Новодевичьем монастыре вместе с другими членами Синодальной комиссии по канонизации святых награждён медалью преподобного Серафима Саровского II степени.
27 июля 2009 года решением Священного синода включён в состав Межсоборного присутствия Русской православной церкви. 29 января 2010 года президиумом Межсоборного присутствия включён в состав комиссии по вопросам богословия и комиссии по вопросам духовного образования и религиозного просвещения.
22 марта 2011 года решением Священного синода Русской православной церкви включён в состав делегации Русской православной церкви на богословское собеседование между представителями Русской православной церкви и Евангелическо-лютеранской церкви Финляндии («Синаппи ― XV») 6—11 сентября 2011 года в Лахти (Финляндия).
С 2012 года являлся профессором новой Славяно-греко-латинской академии. Также преподавал в Санкт-Петербургском государственном университете.

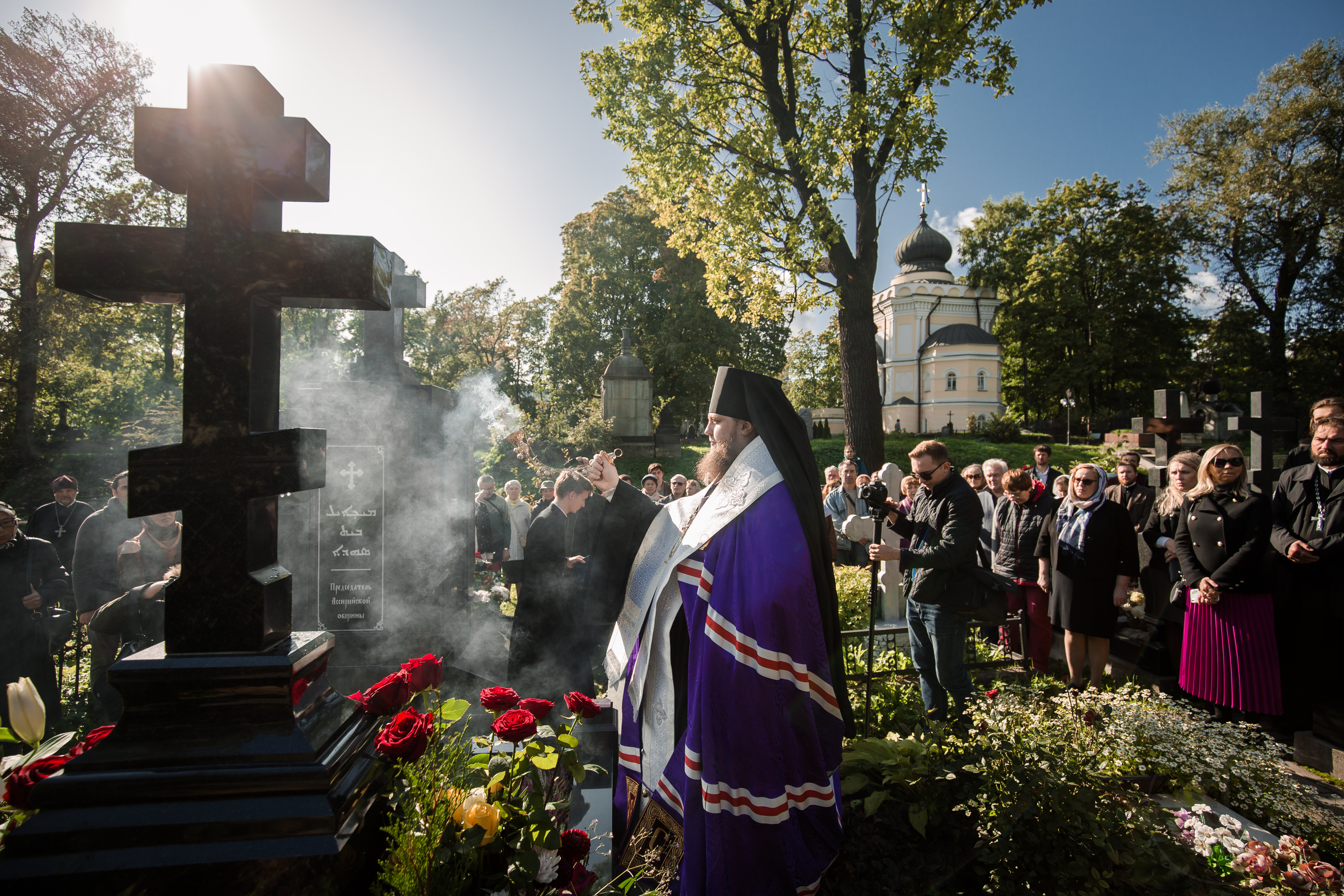
Открытие надгробного памятника архимандриту Ианнуарию

12 марта 2013 года был исключён из состава Синодальной комиссии по канонизации святых.
Не вошёл в новый состав Межсоборного присутствия, утверждённый 23 октября 2014 года решением Священного синода.
Скончался 21 декабря 2017 года. Похоронен на Никольском кладбище Александро-Невской лавры.

## Публикации
- Послания св. ап. Павла : К Римлянам, Первое к Коринфянам, Второе к Коринфянам, к Галатам, к Ефесянам, к Филиппийцам, к Колоссянам, Первое к Фессалоникийцам, Второе к Фессалоникийцам, Первое к Тимофею, Второе к Тимофею, к Титу, к Филимону, к Евреям [Ксерокопия] : Опыт перевода Посланий св. ап. Павла с древнегреческого языка, выполненный преподавателем Православной Ленинградской духовной Академии и Семинарии иеромонахом Ианнуарием (Ивлевым). — Л. : [Б. и.], 1984. — 1,180 с.
- Православное учение о человеке: избранные статьи. — М.-Клин : Христианская жизнь, 2004. — 430 с. — (Богословская наука сегодня)
- И увидел я новое небо и новую землю : Комментарий к Апокалипсису. Архивная копия от 18 сентября 2020 на Wayback Machine — М. : Издательство ББИ, 2015. — viii, 346 с. ; 22 см. — ([Богословско-экзегетический комментарий]) (Современная библеистика). — ISBN 978-5-89647-334-3
  - И увидел я новое небо и новую землю: комментарий к Апокалипсису. — 2-е изд. — Москва : ББИ, 2016. — VIII, 346 с.; 23 см. — (Серия «Современная библеистика»). — ISBN 978-5-89647-353-4 — 1000 экз.
  - «И увидел я новое небо и новую землю…» Апокалипсис : богословско-экзегетический комментарий. — Москва : Издательство ББИ, 2019. — 346 с. — (Серия «Богословско-экзегетический комментарий»). — ISBN 978-5-89647-387-9
- Евангелие от Марка: Богословско-экзегетический комментарий. — М. : Издательство ББИ, 2017. — xxii, 411 с. — ([Богословско-экзегетический комментарий]) (Современная библеистика). — ISBN 978-5-89647-360-2
- Апостол: апостольские чтения во все дни года согласно Православному церковному календарю в русском переводе. Прокимны и аллилуарии на церковнославянском языке / пер. архим. Ианнуарий. — СПб. : Собор Феодоровской иконы Божией Матери в память 300-летия Дома Романовых (Феодоровский собор), 2018. — 338 с.
- Жемчужины Нагорной проповеди. О главном в Христианстве. — М.: Никея, 2019. — 352 с. — ISBN 978-5-907202-61-0.
- Деяния апостолов: Богословско-экзегетический комментарий. — М. : Издательство ББИ, 2019. — xi, 309 с. — (Богословско-экзегетический комментарий). — ISBN 978-5-89647-384-8. — 336 р.
- Евангелие от Луки: Богословско-экзегетический комментарий. — М. : Издательство ББИ, 2019. — xviii, 568 с. — (Богословско-экзегетический комментарий). — ISBN 978-5-89647-378-7
- Евангелие от Иоанна: Богословско-экзегетический комментарий. — Москва : Издательство ББИ, 2020. — xv, 285 с. — (Богословско-экзегетический комментарий). — ISBN 978-5-89647-393-0

- Семинар представителей молодежи Русской и Финляндской Православных Церквей // Журнал Московской Патриархии. 1978. — № 5. — C. 51-53
- Значение традиции и выражение веры в мире сегодня (доклад на семинаре Экуменического совета молодежи в Европе и Синдесмоса, Москва, апрель 1981 года) // Журнал Московской Патриархии. 1981. — № 10. — C. 54-56; № 11. — C. 49-52.
- Die Rolle der Tradition und die Artikulation des Glaubens in der Welt von heute // Stimme der Orthodoxie. 1982. — № 4. — S. 45-48; № 5. — S. 37-46;
- Коммюнике семинара делегации Духовных школ Русской Православной Церкви и делегации Рабочего объединения евангелической молодежи в Федеративной Республике Германии и Западном Берлине (РОЕМ) (Ленинград, 16-18 марта 1983 года) в Ленинграде 16-18 марта 1983 года // Журнал Московской Патриархии. 1983. — № 7. — C. 58
- Вклад С.-Петербургской Духовной Академии в русскую библеистику Архивная копия от 25 октября 2020 на Wayback Machine // Богословские труды. Сборник, посвященный 175-летию Ленинградской духовной академии. — М. : Издание Московской Патриархии, 1986. — 352 с. — С. 192—198.
- Предисловие [к публикации статьи митрополита Филарета (Дроздова) «Толкование второго псалма»] // Богословские труды. — М., 1986. Сб. ЛДА. — C. 28
- La signification spirituelle du baptê me de la Russie // Revue Théologique de Louvain. 1988. Vol. 19. N 3. — P. 269—275;
- Опыт характеристики русских переводов Священного Писания Нового Завета, связанных с Санкт-Петербургом — Ленинградом // Из истории православия к северу и западу от Великого Новгорода: сборник церковно-исторических статей. — Л., 1989. — 270 с. — С. 85-114;
- Тайна и откровение: О смысле жизни // Христианское чтение. 1991. — № 1. — С. 87-95 Архивная копия от 21 января 2022 на Wayback Machine; № 2. — С. 97-107 Архивная копия от 21 января 2022 на Wayback Machine; № 3. — С. 61-67 Архивная копия от 21 января 2022 на Wayback Machine; № 5. — С. 44-55 Архивная копия от 21 января 2022 на Wayback Machine;
- Библеистика в Русской Православной Церкви в XX веке // Материалы Богословской конференции «Православное богословие на пороге третьего тысячелетия». — М., 2000. — С. 30-38;
  - Библеистика в Русской Православной Церкви в XX в.: [Докл. на Богосл. конф. «Православное богословие на пороге третьего тысячелетия». Москва, 7-9 февр., 2000 г.] // Церковь и время. — М., 2000. — № 2(11). — C. 40-50
  - Библеистика в Русской Православной Церкви в XX веке // Церковный вестник. — СПб., 2004. — № 4. — С. 43-47;
- Die Macht der Kirche und die Auslegung der Bibel: Eine orthodoxe Perspektive // Auslegung der Bibel in orthodoxer und westlicher Perspektive: Akten des west-ö stlichen Neutestamentler/innen-Symp. von Neamt vom 4.-11. Sept. 1998. — Tüb., 2000. — S. 73-79. (WUNT; 130);
- История начала // Православный летописец Санкт-Петербурга. 2001. — № 8. — С. 36-44;
- Основные антропологические понятия в Посланиях святого апостола Павла // Альфа и Омега. 2002. — № 1 (31). — С. 13-18;
  - Основные антропологические понятия в посланиях святого Апостола Павла // Православное учение о человеке: избранные статьи. — М. : Синодальная Богословская Комиссия ; Клин : Христианская жизнь, 2004. — 432 с. — С. 18-24
- Элементы триадологии в Священном Писании Нового Завета Архивная копия от 20 октября 2020 на Wayback Machine // Альфа и Омега. 2002. — № 2 (32). — С. 15-22;
  - Элементы триадологии в Священном Писании Нового Завета // Пресвятая Троица : материалы / Международная богословско-философская конференция (6 — 9 июня 2001 г. ; М.). — М. : Синодальная Богословская комиссия Русской Православной Церкви : Международное общество христианских философов, 2002. — 288 с. — С. 118—125.
- Взгляды на теорию эволюции в Православной Церкви // Teoria dell’evolutione: Lo sguardo della scienza e della fede Cristiana: Seminario scientifico italo-russo. Gargnano, [2003]. — Р. 98-121;
- Церковь Христова в посланиях святого Апостола Павла [доклад на Международной богословской конференции Русской Православной Церкви «Православное учение о Церкви»] // Журнал Московской Патриархии. 2003. — № 11. — C. 60-67.
  - Церковь Христова в посланиях святого Апостола Павла // Альфа и Омега. 2004. — № 1 (39). — С. 13-24.
  - Церковь Христова в Посланиях святого Апостола Павла // Православное учение о церкви: богословская конференция Русской Православной Церкви (Москва, 17-20 ноября 2003 г.): Материалы. — М. : Синодальная Богословская комиссия, 2004. — 359 с. — С. 19-33
- О «последних вещах» // Православный летописец Санкт-Петербурга. 2003. — № 15. — С. 10-11
- Концепция личности в Ветхом и Новом Завете // Церковный вестник. 2004. — № 6-7
- Апостол Павел как художник, поэт и бытописатель своего времени Архивная копия от 28 октября 2020 на Wayback Machine // Церковный вестник. — СПб., 2004. — № 5;
  - Апостол Павел как художник, поэт и бытописатель своего времени // Христианство и культура. — СПб., 2007. — Вып. 3. — С. 252—258
- Мудрость равновесия Архивная копия от 25 января 2021 на Wayback Machine // Аверинцев С. С. Собр. соч. К., 2004. — Т.: Переводы: Евангелия. Книга Иова. Псалмы. — С. 482—488
- Экзегеза отрывка из Апокалипсиса (Откр. 13:15-18) о начертании числа зверя. Доклад на VII Пленуме Синодальной Богословской комиссии Русской Православной Церкви, Московская Духовная академия, 19-20 февраля 2001 года // Церковный вестник, 2004. — № 10.
- Библеистика в Русской Православной Церкви в XX в. // Православное богословие на пороге третьего тысячелетия : материалы / Богословская конференция Русской Православной Церкви. Москва, 7 — 9 февраля 2000 г. — М. : Синодальная Богословская комиссия, 2005. — 462 с. — С. 30-38.
- Этюд о толерантности Архивная копия от 4 марта 2016 на Wayback Machine // Церковный вестник. — СПб., 2005. — № 5 (65). — С. 30-33;
- С кем спорил великий апостол?: Диатрибы в Посланиях св. апостола Павла // Церковный вестник. — СПб., 2005. — № 6/7 (66/67). — С. 27-31
- Связь новозаветной антропологии с сотериологией // Церковь и медицина. — СПб., 2005. — № 1. — С. 8-9;
- Христианам чужда идея сакрализации. Доклад на круглом столе «Беседы любителей русского слова: православное духовенство о языке» в СПбГУ 24 октября 2005 года // Кифа. 2005. — № 11 (37).
- Посттрадиционное общество и катехизация // Личность и традиция: Аверинцевские чтения. — К., 2005. — С. 42-55
- Евангельские переводы С. С. Аверинцева // Личность и традиция: Аверинцевские чтения. — К., 2005. — С. 213—219
- Эсхатология в Новом Завете: Темы и проблемы Архивная копия от 21 января 2022 на Wayback Machine // Христианское чтение. 2005. — № 25. — С. 67-79
  - Эсхатология в Новом Завете: Темы и проблемы // Эсхатологическое учение Церкви: Материалы XXXIV Международной филологической конференции. Москва, 14-17 ноября 2005 г.: Мат-лы. — М., 2007. — С. 161—175;
- Диатриба в Посланиях апостола Павла Архивная копия от 18 сентября 2020 на Wayback Machine // Библия и европейская литературная традиция: Материалы XXXIV Международной филологической конференции СПб., 2006. — С. 11-27;
- Слово о языке Церкви // Беседы любителей русского слова: Православное духовенство о языке: Материалы «круглого стола» (Санкт-Петербург, 24 октября 2005 г.). — СПб., 2006. — С. 121—125;
- «Дайте кесарю кесарево, а Богу Богово»: Священное Писание Нового Завета об отношении к политике и государству Архивная копия от 31 января 2021 на Wayback Machine // Радуга. — СПб., 2006. — № 2. — С. 17-26;
  - «Дайте кесарю кесарево, а Богу Богово» (священное Писание Нового Завета об отношении к политике и государству) // Актуальная библеистика: международный научно-публицистический журнал. Вып. 1. — Кирово-Чепецк : ООО Изд-во «Мировая библеистика», 2011. — 130 с. — С. 30-43.
- Проблемы библейского перевода Архивная копия от 28 февраля 2021 на Wayback Machine // Радуга. — СПб., 2006. — № 4. — С. 35-42;
- Богопротивные силы и «число зверя» в Книге Откровения Архивная копия от 8 мая 2021 на Wayback Machine // Страницы. 2006. — Т. 11. — № 1. — С. 3-10;
- Числовая символика в книге Откровения Иоанна // Библия и европейская литература традиция. — СПб., 2007. — Вып. 2: Материалы XXXV междунар. филол. конф. — С. 18-37
- «Дары различны… Но каждому дается проявление Духа на пользу» // Радуга. 2007. — № 2. — С. 16-26;
- Die Kirche Gottes als die eschatologische Realität in der Welt in der paulinischen Tradition // Einheit der Kirche im Neuen Testament: 3. europäische orthodox-westliche Exegetenkonferenz in S.-Petersburg 24.-31. Aug. 2005. — Tüb., 2008. — S. 23-32
- Новозаветные корни православного учения о таинствах Архивная копия от 21 января 2022 на Wayback Machine // Христианское чтение. 2008. — № 29. — С. 22-37.
  - Новозаветные корни православного учения о таинствах // Православное учение о Церковных Таинствах: V Международная богословская конференция Русской православной церкви (Москва, 13-16 ноября 2007 г.). — Т. 1 : Таинства в целом. Крещение и Миропомазание. Евхаристия: литургические аспекты. — М. : Синодальная библейско-богословская комиссия, 2009. — 478 с. — С. 104—123
- Репортаж или икона? Апостол на Литургии в 4-ю неделю по Пасхе // Вода живая: Санкт-Петербургский церковный вестник. Официальное издание Санкт-Петербургской епархии Русской православной церкви. — 2008. — № 5 (100). — С. 10-11
- Рецензия на: Джеймс Д. Данн. Новый взгляд на Иисуса: Что упустил поиск исторического Иисуса. М.: Библейско-богословский институт святого апостола Андрея, 2009 // bogoslov.ru, 14 января 2010
- Церковь Божья как эсхатологическая реальность в мире // Страницы: богословие, культура, образование. — 2013. — т. 17, № 2. — С. 174—182
- Открывая Книгу Откровения // Страницы: богословие, культура, образование. — 2014. — т. 18, № 4 — С. 483—493
- Церковь Божья как эсхатологическая реальность в мире // Единство церкви в Новом Завете / ред., авт. предисл. У. Луц, ред. А. А. Алексеев, ред. А. В. Тихомиров. — М. : Издательство ББИ, 2014. — XVI, 215 с. ; 20 см. — (Современная библеистика). — ISBN 978-5-89647-317-6 — С. 156—165

- Отче наш : [арх. 15 июня 2024] / Архимандрит Ианнуарий (Ивлиев) // Большая российская энциклопедия : [в 35 т.] / гл. ред. Ю. С. Осипов. — М. : Большая российская энциклопедия, 2004—2017.
- Павел : [арх. 3 декабря 2022] / Архим. Ианнуарий (Ивлиев), А. Г. Барков (иконография в византийском и древнерусском искусстве), А. В. Пожидаева (иконография в западноевропейском искусстве) // Большая российская энциклопедия : [в 35 т.] / гл. ред. Ю. С. Осипов. — М. : Большая российская энциклопедия, 2004—2017.